# 勒德林湖
53°22′41″N 13°15′1″E / 53.37806°N 13.25028°E
勒德林湖（德語：Rödliner See），是德國的湖泊，位於該國東北部梅克倫堡-前波美拉尼亞州，由梅克倫堡湖區郡負責管轄，長3.3公里、寬2.2公里，面積2.29平方公里，海拔高度63米。